# Die drei Lebensalter und der Tod
Die drei Lebensalter und der Tod ist ein Gemälde (1509/1510) des deutschen Malers Hans Baldung, genannt Grien, ausgeführt in Ölfarbe auf Holz. Es ist Teil der Sammlung des Kunsthistorischen Museums Wien.

## Beschreibung
„Die drei Lebensalter und der Tod“ ist ein wiederkehrendes Motiv bei Baldung, der seine Ausbildung bei Albrecht Dürer bekam aber auch der Donauschule verbunden war. Letzteres zeigt die Landschaft mit den flechtenbewachsenen Bäumen im Hintergrund. Sein Werk zeigt sinnbildlich die Stellung der Omnipräsenz des Todes in verschiedenen Lebensaltern.
Die Figuren des kleinen Kindes am unteren Bildrand, die junge Frau in Bildmitte und die Alte am linken Bildrand sehen stellvertretend für eines der Alter. Inwiefern es sich um dieselbe Frau in verschiedenen Lebensabschnitten handelt oder um verschiedene Personen unterschiedlichen Alters, ist nicht eindeutig. In den Quellen des Kunsthistorischen Museums wird das Kind jedoch klar als Knabe identifiziert.
Die schöne, nackte, junge Frau im Zentrum des Bildes betrachtet sich selbst und ihr langes blondes Haar andächtig im Spiegel, einem Symbol der Vergänglichkeit. Sie schenkt dem hinter ihr stehenden Tod keine Aufmerksamkeit, obwohl dieser die laufende Sanduhr drohend über ihren Kopf hält und schon nach ihrem Schleier der Jugend greift. Der Tod steht im starken Kontrast zu der jungen Frau und ist sehr präsent dargestellt. Er ist nicht als Skelett oder Sensenmann wiedergegeben, sondern als verwesender Körper mit Haarsträhnen und Hautlappen, die am Körper herunterhängen. Die alte Frau links tritt dem Tod zwar energisch entgegen, versucht jedoch vergeblich ihn zurückzudrängen. Der Knabe mit Steckenpferd am Boden verkörpert den Lebensabschnitt des noch unreifen Menschen und betrachtet die Szene durch den Schleier (der Jugend) der Frau. Er kann den Lebensweg und dessen unabänderliches Ende nur vage erkennen.
Das Bild greift das Vanitas-Motiv des Mittelalters auf: Nichts ist ewig, alles ist vergänglich. Vanitas steht auch für die „Eitelkeit“, die hier in der Frau verbildlicht ist. Der Tod mahnt sie an, sich nicht an Vergänglichem der dinglichen Welt zu verlieren.  Die Eitelkeit war nach damaligen Glauben Anführerin der sieben Todsünden und verstärke alle anderen Sünden.

## Provenienz
Das Werk stammt aus der Sammlung des Salzburger Erzbischof Guidobald Graf Thun. Es war 1803 in der Fürsterzbischöfliche Residenz in Salzburg aufbewahrt und kam 1806 in das Kunsthistorische Museum Wien.